# Abraxas antemarginata
Abraxas antemarginata là một loài bướm đêm trong họ Geometridae.